# Mârzănești
Mârzănești es una comuna ubicada en el distrito de Teleorman, Rumania.

## Superficie
Posee una superficie de 88,30 kilómetros cuadrados.

## Demografía
Hasta 2021 la población era de 3200 habitantes, con una densidad de población de 36,24 habitantes por kilómetro cuadrado.